# Scott Darling
Pour les articles homonymes, voir Darling.
Scott Darling, né William Scott Sandorhazi, (28 mai 1898 - 29 octobre 1951), est un scénariste et réalisateur canadien naturalisé américain, résidant en Californie.

## Biographie
Déjà scénariste, avant son départ de Toronto, pour les réalisateurs des Studios hollywoodiens à qui il envoie ses scénario à l'époque du cinéma muet, il continue une fois installé en Californie. Entre 1919 et 1920, quatre de ses scénarios sont retenus. En 1921, pas moins de neuf de ses écrits font l'objet d'un film. À partir de 1922 et pendant douze ans, il mène une carrière de scénariste et une carrière de réalisateur. Très prolifique, en moyenne, entre 1920 et 1952 date de son dernier écrit, il rédige et fait accepter chaque année entre trois et quatre de ses scénarios. En 1953, le 29 octobre, il est porté disparu en mer alors qu'il était parti naviguer sur le Pacifique, au large de Santa Monica. Son corps est retrouvé, le 7 novembre, flottant à la dérive au large de ses mêmes côtes. Il est incinéré, le 9 novembre au cimetière de Westwood Memorial Park de Los Angeles.

## Filmographie partielle
Une totalité de 198 scénarios lui sont crédités dont un extrait, ci-dessous.

### Comme scénariste[1]
- 1914 : The Hazards of Helen
- 1919 : Wild and Western
- 1920 : Hearts and Diamonds
- 1920 : 813
- 1920 : Back from the Front
- 1921 : Movie Mad
- 1921 : See My Lawyer
- 1921 : Twelve Hours to Live
- 1921 : No Clothes to Guide Him
- 1921 : No Place to Live
- 1921 : P.D.Q.
- 1921 : Back Stage
- 1921 : Heart Breakers
- 1921 : Oh! Nursie!
- 1922 : Westward Whoa!
- 1922 : Almost a Rancher
- 1922 : Watch Him Step
- 1922 : Pardon My Glove
- 1925 : The Meddler
- 1925 : Two-Fisted Jones
- 1927 : Yours to Command
- 1927 : On Ze Boulevard
- 1927 : Topsy and Eva
- 1928 : Pour l'amour du sport (Golf Widows) de Erle C. Kenton
- 1928 : Taxi 13
- 1928 : His Last Haul (en)
- 1928 : La Danseuse captive (Scarlet Seas)
- 1929 : Voisins ennemis (Noisy Neighbors) de Charles Reisner
- 1929 : L'Affaire Manderson (Trent's Last Case)
- 1930 : Borrowed Wives
- 1931 : Caught Cheating
- 1931 : The Way of All Fish
- 1931 : Murder at Midnight
- 1931 : Soul of the Slums
- 1931 : Dragnet Patrol (en) de Frank R. Strayer
- 1931 : Night Beat (en)
- 1932 : Lucky Ladies
- 1932 : High Society
- 1932 : Her Night Out
- 1932 : The River House Ghost
- 1933 : Too Many Wives
- 1933 : Long Live the King
- 1933 : Little Fella
- 1933 : The Bermondsey Kid
- 1934 : No Escape
- 1934 : Without You
- 1934 : Guest of Honour
- 1934 : The Church Mouse
- 1935 : Sweepstakes Annie
- 1935 : La Joyeuse Aventure (Ladies Crave Excitement), de Nick Grinde
- 1935 : Forced Landing (en)
- 1936 : Frontier Justice
- 1936 : Charlie Chan à l'Opéra (Charlie Chan at the Opera)
- 1937 : California Straight Ahead!
- 1937 : Atlantic Flight
- 1937 : Le Testament du capitaine Drew (Adventure's End) d'Arthur Lubin
- 1937 : Telephone Operator
- 1938 : King of the Sierras (en)
- 1939 : Le Mystère de Mr Wong de William Nigh
- 1939 : Stunt Pilot
- 1939 : Mr. Wong in Chinatown
- 1940 : The Fatal Hour
- 1940 : Margie
- 1941 : Double Date
- 1941 : Cracked Nuts
- 1941 : The Body Disappears
- 1942 : Le Fantôme de Frankenstein
- 1942 : Sin Town (en)
- 1942 : The Great Impersonation
- 1943 : Sherlock Holmes et l'arme secrète (Sherlock Holmes and the Secret Weapon)
- 1943 : Les Rois de la blague (Jitterbugs)
- 1943 : Maîtres de ballet (The Dancing Masters)
- 1944 : Le Suicide du Professeur X (Weird Woman) de Reginald Le Borg
- 1944 : The Bermuda Mystery
- 1944 : Le Grand Boum (The Big Noise)
- 1945 : Laurel et Hardy toréadors (The Bullfighters)
- 1945 : The Caribbean Mystery
- 1945 : The Spider
- 1946 : Behind Green Lights
- 1947 : Born to Speed
- 1947 : Too Many Winners
- 1947 : The Chinese Ring
- 1948 : Docks of New Orleans
- 1948 : The Shanghai Chest
- 1948 : The Golden Eye
- 1948 : Captif en mer (Kidnapped)
- 1949 : The Lawton Story
- 1949 : Tuna Clipper
- 1949 : Forgotten Women
- 1949 : Black Midnight
- 1949 : The Wolf Hunters
- 1950 : Blue Grass of Kentucky
- 1950 : County Fair
- 1951 : Blue Blood
- 1951 : According to Mrs. Hoyle
- 1952 : Desert Pursuit (en)

### Comme réalisateur
Une totalité de 29 films lui sont crédités dont un extrait, ci-dessous.
- 1922 : A Fool for Luck
- 1922 : Any Old Port
- 1922 : His First Job
- 1922 : Once to Every Boy
- 1922 : A Model Messenger
- 1922 : The Speed Boy
- 1922 : A Rip Snorting Night
- 1922 : A Dog Gone Day
- 1922 : Aladdin Jr.
- 1923 : The Great Pearl Hunt
- 1923 : Spuds
- 1923 : The Best Man
- 1923 : Whiskers
- 1923 : Maid to Order
- 1923 : Peanuts
- 1923 : Fortune's Wheel
- 1925 : Here's Your Hat
- 1925 : Nobody Wins
- 1925 : Ice Cold
- 1925 : Dog Biscuits
- 1925 : Discord in 'A' Flat
- 1925 : Heart Trouble
- 1925 : Short Pants
- 1925 : By the Sea
- 1926 : Mortgaged Again
- 1927 : Under the Bed
- 1928 : Heart Trouble
- 1934 : Without You